# آسیب مغزی اکتسابی
آسیب مغزی اکتسابی (ABI) (به انگلیسی: Acquired brain injury) آسیب مغزی ناشی از حوادث پس از تولد، که ارتباطی به مشکلات ژنتیکی یا مادرزادی ندارد و شبیه ناهنجاری‌های جنینی ناشی از الکل، پری ناتال یا هیپوکسی هنگام زایمان است. ABI می‌تواند منجر به اختلالات شناختی، فیزیکی، عاطفی یا رفتاری شود که منجر به تغییرات دائمی یا موقت در عملکرد فرد می‌شد. این اختلالات ناشی از ضربه مغزی (مانند ضربه فیزیکی ناشی از تصادف، حمله، جراحی مغز و اعصاب، ترومای سر و غیره) یا آسیب غیر تروماتیک ناشی از یک منبع داخلی یا خارجی (مانند سکته مغزی، تومورهای مغزی، عفونت، مسمومیت، هیپوکسی، ایسکمی) است. آنسفالوپاتی یا سوء مصرف مواد). ABI آسیب به مغز ناشی از زوال عصبی را شامل نمی‌شود.
در حالی که تحقیقات نشان داده‌است که نحوه اندیشیدن و رفتار ممکن است تقریباً در همه اشکال ABI تغییر کند، آسیب مغزی خود یک پدیده بسیار پیچیده‌است که اثرات بسیار متفاوتی دارد. در هیچ دو نفری نمی‌توان انتظار یک نتیجه یا مشکلات یکسان از آن را داشت. مغز هر بخش از زندگی انسان را کنترل می‌کند: جسمی، فکری، رفتاری، اجتماعی و عاطفی. هنگامی که مغز آسیب می‌بیند، بخشی از زندگی فرد تحت تأثیر مشکلات قرار می‌گیرد.
عواقب ABI اغلب مستلزم تغییر عمده در زندگی متناسب شرایط جدید فرد است و ایجاد این سازگاری عاملی حیاتی در بهبودی و توانبخشی فرد است. در حالی که نتیجه آسیب مشخصا تا حد زیادی به ماهیت و شدت خود آسیب بستگی دارد، درمان مناسب نقش حیاتی در سطح بهبودی دارد.

## علائم و نشانه‌ها
علائم:
- آنهدونیا
- Apraxia
- زبان‌پریشی
- یادزدودگی

تظاهرات رفتاری:
- آدینامیا
- مهارگسیختگی
- هیجان
- Perseveration

### عاطفی
ABI با تعدادی از مشکلات عاطفی مانند افسردگی، مسائل مربوط به کنترل ادرار، مدیریت خشم و چالش‌های حل مسئله مرتبط است، این چالش‌ها همچنین به نگرانی‌های روانی اجتماعی شامل اضطراب اجتماعی، نزوا طلبی و پایین آمدن عزت نفس کمک می‌کنند. مشخص شده‌است که این مشکلات روانی اجتماعی به معضلات دیگری مانند کاهش تماس‌های اجتماعی و فعالیت‌های اوقات فراغت، بیکاری، مشکلات خانوادگی و مشکلات زناشویی منجر می‌شود.

## موارد قابل توجه

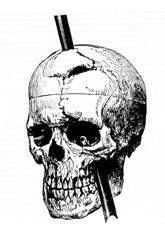
تصادف فینیاس گیج

موارد رایج بسیاری از اشکال مختلف ABI وجود دارد مانند:
- آسیب مغزی تروماتیک فینیاس گیج که بحث در مورد عملکرد و فیزیولوژی مغز را مطرح می‌کند.
- هنری مولایسون، که قبلاً به عنوان بیمار HM شناخته می‌شد، تحت عمل جراحی مغز و اعصاب برای برداشتن بافت اسکار در مغزش قرار گرفت که باعث قطع تشنج ناتوان کننده حمله صرع می‌شد، جراح مغز و اعصاب ویلیام بیچر اسکویل این جراحی را انجام داد که باعث ایجاد ضایعات دوطرفه در نزدیکی هیپوکامپ شد.[۵] این ضایعات به رفع علائم صرع در مولایسون کمک کرد اما منجر به فراموشی انتروگراد شد.[۵] مولایسون از آن زمان توسط صدها محقق، به ویژه برندا میلنر، مورد مطالعه قرار گرفته‌است و در نتیجه مطالعه در مورد حافظه و مغز بسیار تأثیرگذار بوده‌است.[۵]
- زاستسکی در نبرد اسمولنسک مجروح شد، گلوله وارد ناحیه پاریتو-اکسیپیتال سمت چپ او شد و منجر به کما طولانی شد. به دنبال این، او شکلی از آگنوزیا را ایجاد کرد و از درک سمت راست چیزها ناتوان شد.